# Valarie Allman
Valarie Carolyn Allman (Newark, 23 de febrero de 1995) es una deportista estadounidense que compite en atletismo, especialista en la prueba de lanzamiento de disco.
Participó en dos Juegos Olímpicos de Verano, obteniendo dos medallas de oro, en Tokio 2020 y París 2024, en su especialidad. Ganó dos medallas en el Campeonato Mundial de Atletismo, en los años 2022 y 2023.
Estudió el grado en Diseño de Producto en la Universidad Stanford.

## Palmarés internacional
| Juegos Olímpicos   | Juegos Olímpicos        | Juegos Olímpicos  | Juegos Olímpicos |
| Año                | Lugar                   | Medalla           | Prueba           |
| ------------------ | ----------------------- | ----------------- | ---------------- |
| 2020               | Tokio (Japón)           | Medalla de oro    | Disco            |
| 2024               | París (Francia)         | Medalla de oro    | Disco            |
| Campeonato Mundial |                         |                   |                  |
| Año                | Lugar                   | Medalla           | Prueba           |
| 2022               | Eugene (Estados Unidos) | Medalla de bronce | Disco            |
| 2023               | Budapest (Hungría)      | Medalla de plata  | Disco            |